# Dwars door Vlaanderen 2001
La Dwars door Vlaanderen 2001, cinquantaseiesima edizione della corsa, si svolse il 28 marzo su un percorso di 201 km, con partenza a Kortrijk ed arrivo a Waregem. Fu vinta dal belga Niko Eeckhout della squadra Lotto-Adecco davanti all'altro belga Wilfried Peeters e al lettone Arvis Piziks.

## Ordine d'arrivo (Top 10)
| Pos. | Corridore        | Squadra                   | Tempo    |
| ---- | ---------------- | ------------------------- | -------- |
| 1    | Niko Eeckhout    | Lotto-Adecco              | 5h09'08" |
| 2    | Wilfried Peeters | Domo-Farm Frites          | a 1'03"  |
| 3    | Arvis Piziks     | CSC-World Online          | s.t.     |
| 4    | Jaan Kirsipuu    | Ag2r Prévoyance-Décathlon | s.t.     |
| 5    | Tristan Hoffman  | CSC-World Online          | s.t.     |
| 6    | Servais Knaven   | Domo-Farm Frites          | s.t.     |
| 7    | Léon van Bon     | Mercury                   | s.t.     |
| 8    | Nico Mattan      | Cofidis                   | s.t.     |
| 9    | Martin Hvastija  | Alessio                   | s.t.     |
| 10   | Aart Vierhouten  | Rabobank                  | s.t.     |